# Castelo de Dornoch

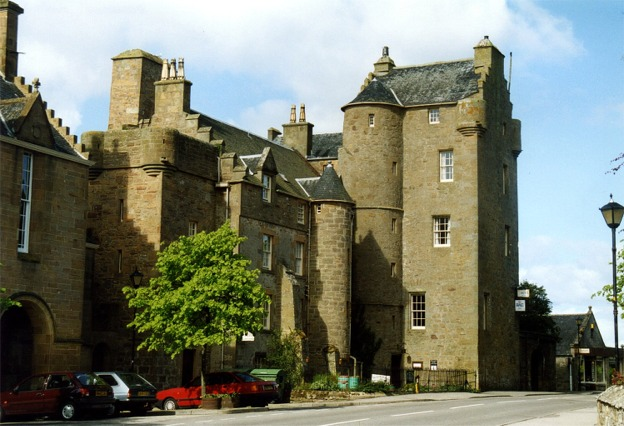
Castelo de Dornoch, Escócia.

O Castelo de Dornoch (em língua inglesa Dornoch Castle) é um castelo localizado em Dornoch, Sutherland, Escócia.
Encontra-se classificado na categoria "B" do "listed building" desde 18 de março de 1971.